# قائمة المحافظات المصرية من حيث مؤشر التنمية البشرية
هذه قائمة لمحافظات مصر حسب مؤشر التنمية البشرية اعتبارًا من 2021. 

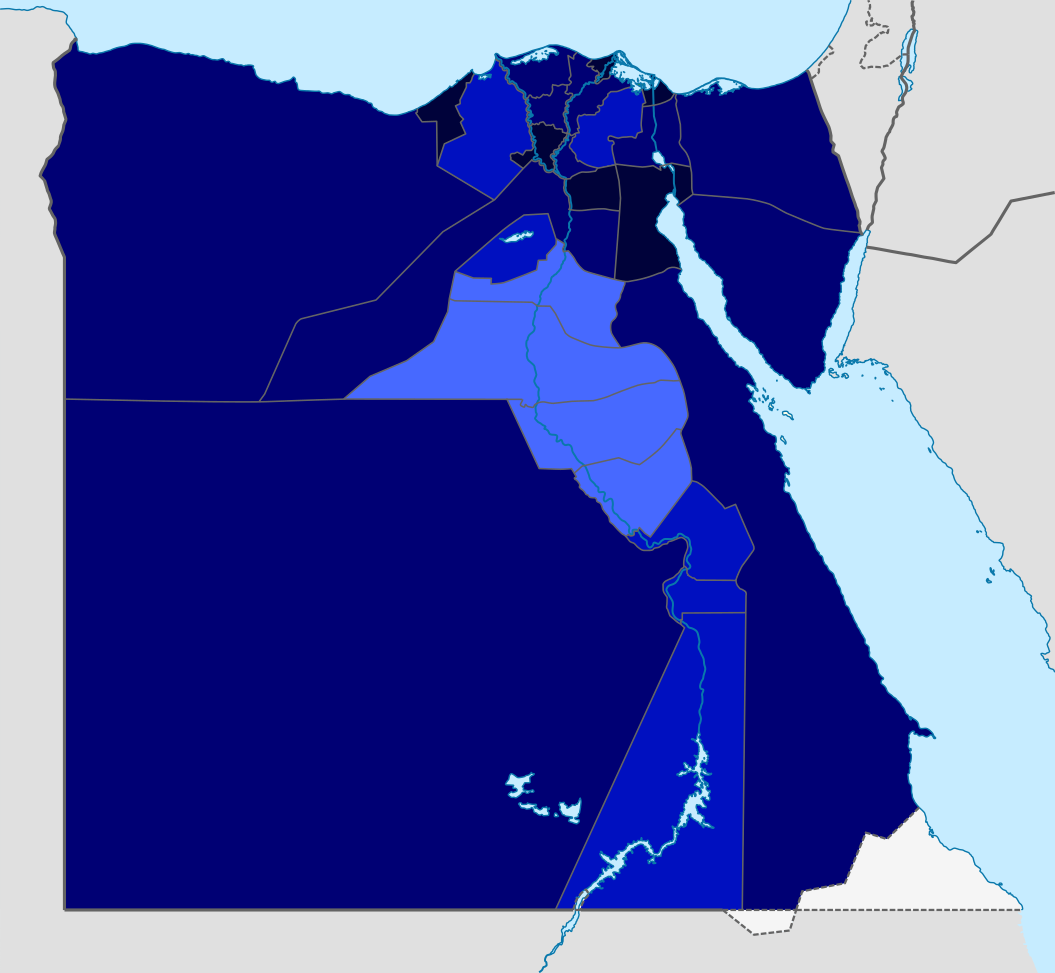
خريطة محافظات مصر حسب مؤشر التنمية البشرية عام 2021:
> 0.750 – 0.799
> 0.730 – 0.750
> 0.700 - 0.730
< 0.700

| الترتيب                | المحافظة                                                                    | مؤشر التنمية البشرية  | البلد المشابه         |
| مؤشر تنمية بشرية عالي  | مؤشر تنمية بشرية عالي                                                       | مؤشر تنمية بشرية عالي | مؤشر تنمية بشرية عالي |
| ---------------------- | --------------------------------------------------------------------------- | --------------------- | --------------------- |
| 1                      | بورسعيد                                                                     | 0.797                 | ألبانيا               |
| 2                      | السويس                                                                      | 0.783                 | سريلانكا              |
| 3                      | الإسكندرية                                                                  | 0.780                 | البوسنة والهرسك       |
| 4                      | القاهرة                                                                     | 0.779                 | البوسنة والهرسك       |
| 5                      | دمياط                                                                       | 0.757                 | المكسيك               |
| 6                      | المنوفية                                                                    | 0.752                 | كولومبيا              |
| 7                      | الدقهلية                                                                    | 0.748                 | جزر المالديف          |
| 8                      | الإسماعيلية                                                                 | 0.745                 | أذربيجان              |
| 9                      | الغربية                                                                     | 0.743                 | أذربيجان              |
| 10                     | المحافظات الحدودية ( البحر الأحمر، الوادي الجديد،مطروح، شمال و جنوب سيناء ) | 0.738                 | منغوليا               |
| 11                     | كفر الشيخ                                                                   | 0.735                 | منغوليا               |
| 11                     | القليوبية                                                                   | 0.735                 | منغوليا               |
| 12                     | الجيزة                                                                      | 0.733                 | فيجي                  |
| –                      | مصر                                                                         | 0.731                 | تونس                  |
| 13                     | الشرقية                                                                     | 0.730                 | سورينام               |
| 14                     | أسوان                                                                       | 0.724                 | أوزبكستان             |
| 15                     | البحيرة                                                                     | 0.718                 | ليبيا                 |
| 16                     | قنا(مع الأقصر)                                                              | 0.708                 | جامايكا               |
| 17                     | الفيوم                                                                      | 0.702                 | فيتنام                |
| مؤشر تنمية بشرية متوسط |                                                                             |                       |                       |
| 18                     | بني سويف                                                                    | 0.697                 | الفلبين               |
| 19                     | المنيا                                                                      | 0.690                 | فنزويلا               |
| 20                     | سوهاج                                                                       | 0.685                 | طاجيكستان             |
| 21                     | أسيوط                                                                       | 0.676                 | إلسالفادور            |